# ارباخ (نکار)
ارباخ (به آلمانی: Arbach) یک رود در آلمان است که در بادن-وورتمبرگ واقع شده‌است.